# サヘル
サヘル（英: Sahel）とはサハラ砂漠南縁部に広がる半乾燥地域である。主に西アフリカについて用いられるが、場合によりスーダンやアフリカの角の諸地域を含める事もある。語源はアラビア語のساحل（sāhil、岸辺の意）。
サヘル諸国のことをサハラ南縁諸国ともいう。《Sahel strip》アフリカ、サハラ砂漠南縁に沿って東西に広がる帯状の地域。もとは草原地帯だったが、砂漠化が進んでいる。サヘル地域。

## 概要
サヘル地域は北のサハラ砂漠より比較的湿潤で、半乾燥草原から灌木の茂るサバナへの移行地帯にあたり基盤は脆弱なものの緑に覆われた土地であった。そのため語源が示す通りサブサハラ世界の北岸として、サハラ砂漠を縦断するサハラ交易を通じガーナ王国やマリ帝国、カネム・ボルヌ帝国などの国家が繁栄し、歴史的に「スーダン」と呼ばれた地域の中核的な役割を果たしてきたのである。しかしその後は深刻な砂漠化やサハラ交易の衰退などの問題に直面している。
現在サヘル地域に存在する国家は西から順に、セネガル、モーリタニア、マリ、ブルキナファソ、ニジェール、ナイジェリア、チャド、スーダン、南スーダン、エリトリアである。
サバクトビバッタが発生しやすく、しばしば蝗害による飢饉に陥ることがある。2004年には西アフリカ一帯でサバクトビバッタの大量発生 (2004年)が生起し、地域に甚大な被害をもたらした。
主に、ミレットやソルガム、トウモロコシ等の穀物を育てている。灌漑施設が殆ど普及していないため、雨水に頼っている。

## 環境
水資源と土壌の肥沃性に問題があるため、サヘル地域の耕地としての生産性は高くない。雨季を中心に年間150mmから500mmの降雨量があるが、年により大きな差があり、またサヘルが砂漠であった12500年前頃に砂丘の働きで形成された土地はアルミニウム濃度の高い酸性土壌で、窒素やリンに乏しいためである。この問題に関して、サヘル地域の降雨量と大西洋のハリケーンの関連が指摘されている。

## 移牧
この地域の南北を比較すると、北に行くにつれて乾燥が進むものの土壌養分が増すという特徴がある。サヘルではこの特性を利用して、雨季は土地の肥えた北部で放牧するが乾季になると豊富な牧草を求めて湿潤な南部まで時には数100kmにも至る大移動を行う、移牧による持続力のある半農半牧の生活が古くから営まれてきた。しかし現代では肥沃な地域を中心に定住化が進み、こうした放牧民との対立が表面化している。

## 気候

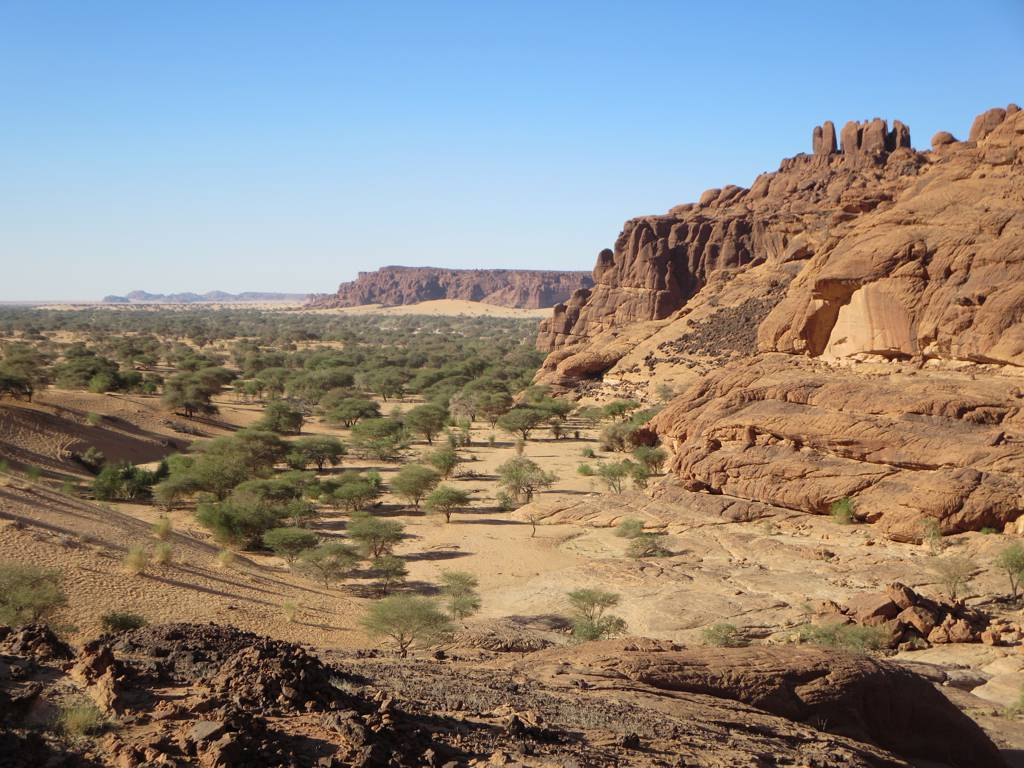
エネディ山地はサヘルとサハラの境界に位置する

サヘルは地理的には熱帯、気候区分では乾燥帯ステップ気候（ケッペンBSh、砂漠気候からサバナ気候への移行部）である。気候は年間を通して一般的に暑く晴天で乾燥しており、やや風が強い。サヘルの気候は、すぐ北に位置するサハラ砂漠の気候に似ているが、そこまで極端ではない。
サヘルの年間降水量は主に「低い」から「非常に低い」に分類される。ステップ気候で非常に長く優勢な乾季と短い雨季がある。降水量も非常に不規則で、季節によってかなり異なる。雨のほとんどは通常、年の半ばに4〜6ヶ月間で降るが、他の月は完全に乾燥したままであるかもしれない。
北へいくほど乾期が長くなる。サヘル南部の森林帯では「雨期は,6月から10月の約5か月間で,降雨量は700～1,100mmである」。さらに北では「雨期は,7月～8月で,南側の地域より3か月程度短かい.最大雨量は,両地域とも8月にみられる」。一般的な降水量は年間200ミリメートルから700ミリメートル。
乾燥している土地、スーダンのハルツームなどでは年平均降水量は約100〜200mm。ニジェールのニアメなどでは200〜700mm。マリのバマコなどでは年間降水量は約700〜1,200mm（バマコ、マリなど）。ステップの湿度は、乾季には10%から25%、雨期には25%から75%で、非常に低い。湿度の最も低い場所は、35%以下である。
サヘルは、一定の高温が特徴で、気温が大きく変化しない。サヘルが低温を経験することはめったにない。最も暑い時期には、平均最高気温は一般的に36℃〜42℃の間で、最も暑い地域ではさらに高くなる。しばしば3ヶ月以上、平均最低気温は低温は約25℃〜31℃で推移する。「最も寒い時期」でも、平均最高気温が27℃～33℃の間で、平均最低気温は15℃～21℃の間になる。サヘルの全域で、平均気温は18℃を超えている。
サヘルの年間日照時間は極めて高い。2,400時間（昼間の約55%）から3,600時間（昼間の80%以上）に達する。サヘルはステップ地帯であり砂漠ではないにもかかわらず、日照時間は砂漠レベルに近く、アラビア砂漠と同等である。雲量は非常に低い。例えば、ニジェールのニアメの日照時間は3,082時間。マリのガオはおよそ3,385時間。マリのトンブクトゥは3,409時間。チャドのンジャメナは3,205時間。

## 旱魃
サヘル地域の降水は中緯度高圧帯の変動もあって不安定で、そのため旱魃が発生しやすい状況にある。1914年に降水不足からの旱魃とそれに伴う飢饉が広範囲にわたりこの地域に被害を与えたほか、1968年から1973年にかけての大旱魃ではモーリタニア、マリ、チャド、ニジェール、ブルキナファソを中心に100万人が命を落とし5000万人が影響を受けるなどさらに深刻な事態に陥っている。この問題に際し国際連合は国連スーダン・サヘル事務所（UNSO）を設け対策にあたったほか、国連の専門機関として国際農業開発基金が設立された。なお1996年に砂漠化対処条約が発効した際にUNSOは世界的な砂漠化に対処すべく国連開発計画砂漠化対処事務所とされた。上記5ヶ国は地域の開発･安全保障を調整する枠組みとして、G5 Sahelと呼ぶサミットを2014年2月に発足し、本部をモーリタニアに置く。
同じくサヘル地方からエチオピアにかけて1982年から1985年の干ばつは、3500万人が餓死状態で300万人以上が死亡したと推定されるほどの猛威をふるった。
1968年からの大旱魃は直接的には過放牧、薪炭材の過伐採、粗放的な土地利用が原因である。また先立つ1960年代に一時的に降水量が大きく伸び、そのため肥沃になった北部への移住を政府が後押ししたことも被害をより深刻なものとした。しかし2000年前後になされた気候モデルの解析によれば間接的な原因として世界的規模での気候変動が存在し、さらには地球薄暮化がその一端を担っている。つまり北アメリカやヨーロッパ諸国で発生した大気汚染が大西洋上空の雲に影響を与え、その結果モンスーンの発生が抑えられて雨林帯を南方へ引き下げるのである。NOAAの地球物理流体力学研究所は2005年に気候モデルを分析し、20世紀のサヘル干魃の原因が人的要因と偶発的要因の複合による大西洋の海面温度分布の変化、さらには人的要因が温室効果ガスとエアロゾルによる大気汚染である可能性について指摘するとともに、このために21世紀中にサヘル地域の降水量が最大で25%減少しうるともしていた。
一方で、降雨量が増加し緑化が進む兆候が見られるとの調査もある。

## 緑化への試み
2011年以降、日本人の活動として、荒廃地をフェンスで囲い、そこに都市から運んできた家庭ゴミを撒いて、土壌改良を行ってきた。雨季になると、植物が茂るようになった。

## 治安
各国の国境付近は砂漠となっているため武装グループ、反政府勢力、犯罪集団などの移動が容易となっている。
2012年、マリ北部で最初にイスラム系武装組織が活発化。アルカーイダ系組織とISIL系の組織が対立、交流を繰り返しながら、ブルキナファソやニジェールなどへ進出していった。2020年現在も、多くの兵士や市民が犠牲となり、住民が居住地を追われるなどの状況が続いている。

## 歴史

### 初期の農業
紀元前4000年頃、サハラとサヘルの気候は非常に速いペースで乾燥し始めた。この気候変動により、湖や川の縮小が起きて、砂漠化が進んでいった。このことから、定住できる土地は減少し、農耕民は西アフリカのより湿潤な気候の土地へと移住していった。

### サヘル諸王国

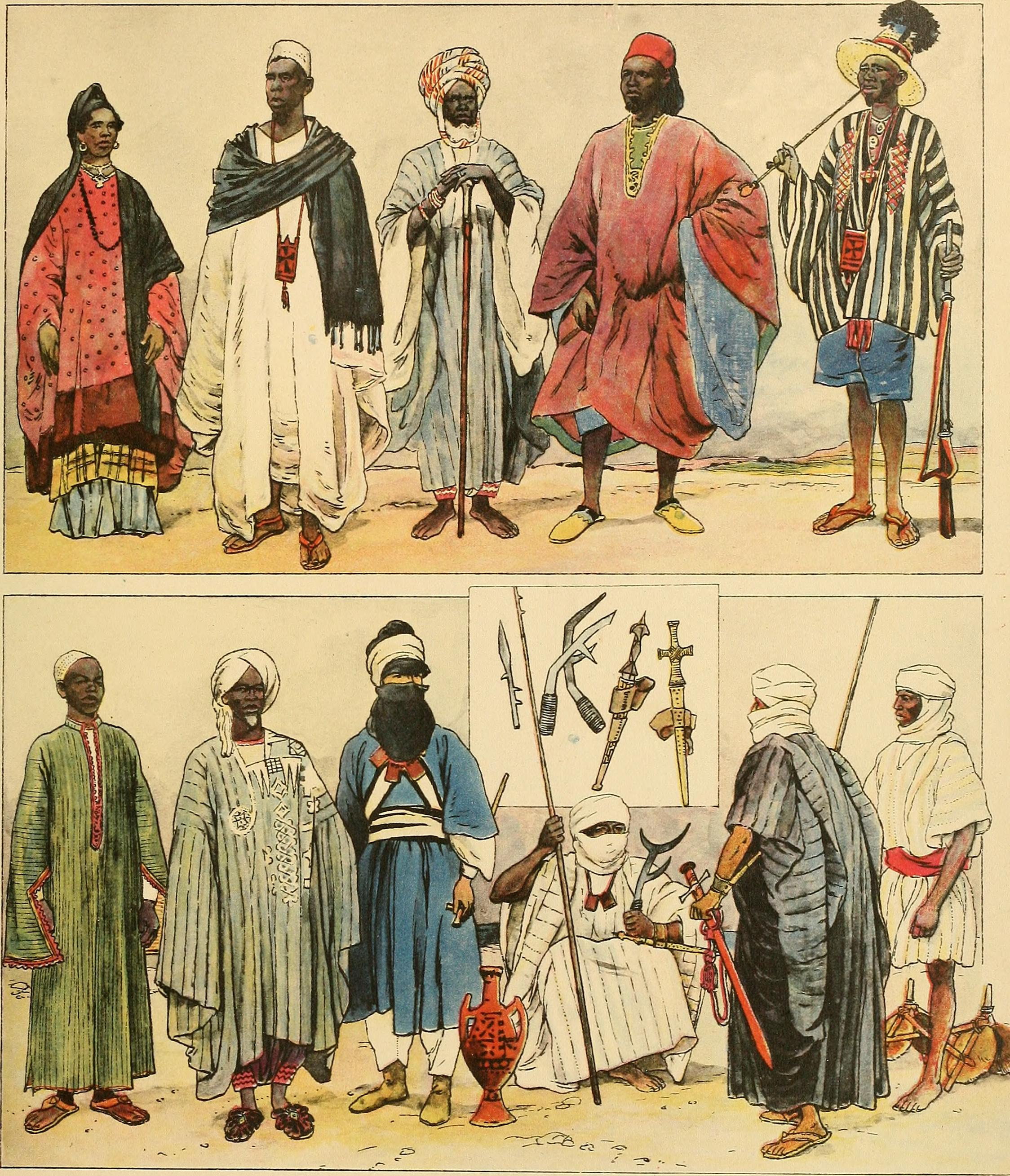
1905年のサヘルの諸民族

### 植民地時代
西サヘルは19世紀後半にフランスによってフランス領西アフリカへと併合された。チャドは1900年にフランス領赤道アフリカへと併合された。これらフランス領は1960年に脱植民地化された。
東部サヘル（スーダンの一部）はヨーロッパ勢力には支配されなかったが、1820年にエジプトのムハンマド・アリーによって併合された。その後、1914年にエジプト・スルタン国の一部として英国の管理下に置かれた。スーダンのサヘル地域は1956年に独立したスーダンの一部になった。その後、2011年に南スーダンはスーダンからの独立を達成した。  